# جبهة تحرير كابيندا

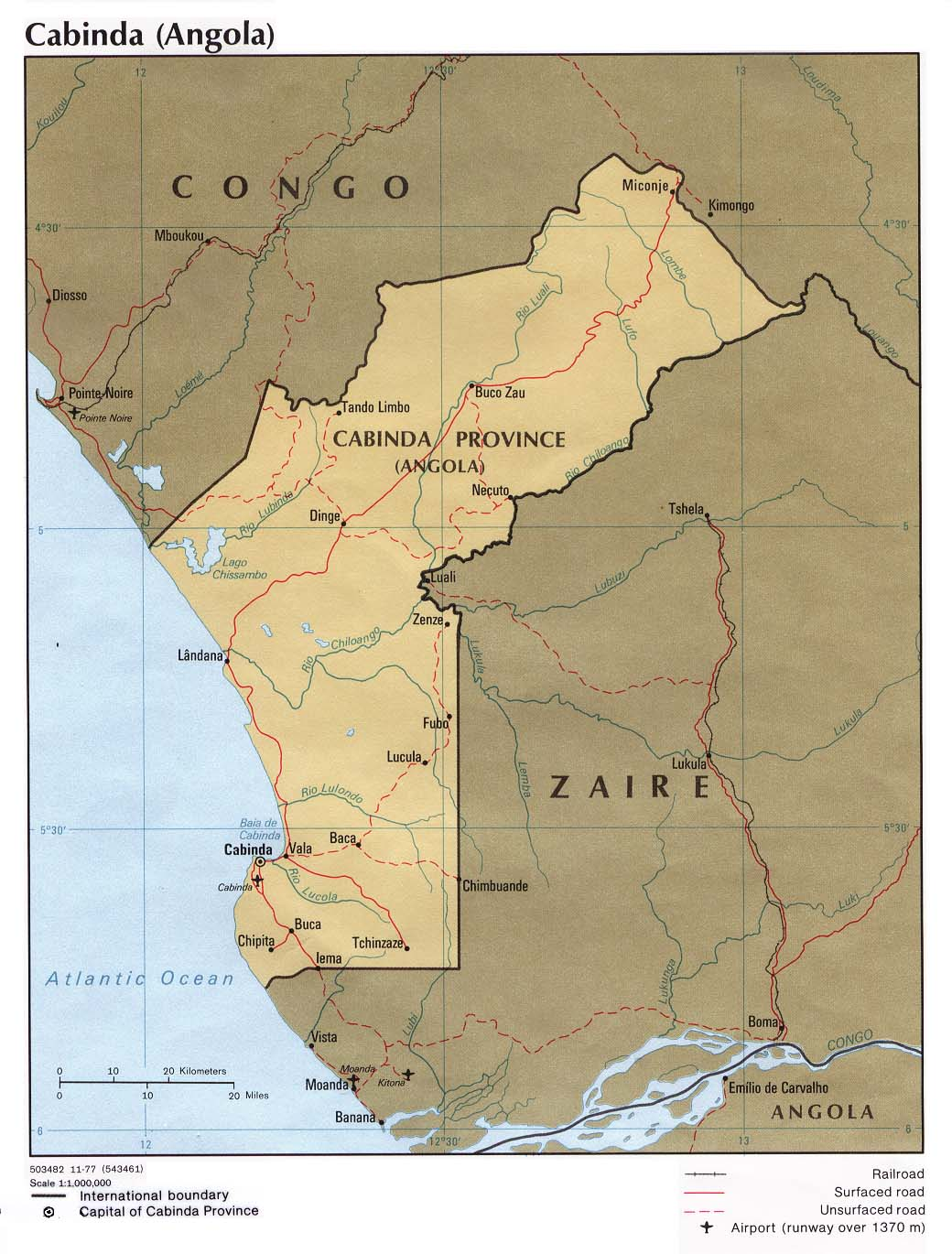

جبهة تحرير كابيندا جماعة انفصالية تقاتل لفصل جيب كابيندا في شمال الكونغو، وهي ما زالت نشطة وقد تأسست عام 1963، في مقاطعة كابيندا الواقعة بين الكونغو برازافيل وجمهورية الكونغو الديمقراطية حيث يأتي نحو 65 ٪ من نفط أنغولا من تلك المنطقة وهي مستعمرة برتغالية سابقة. ففي 1975 انسحبت البرتغال من أنغولا وصارت كابيندا واحدة من أقاليم البلاد الـ14، فازدادت «جبهة التحرير» قوة وحظيت بدعم أفريقيا الجنوبية ومساندة رئيس جمهورية الكونغو الديمقراطية موبوتو.

## أهم الاحداث
في 2006 وقّعت الجبهة اتفاق سلام مع الدولة الأنغولية يمنح الإقليم استقلالية أكبر ويحدّ من أعمال العنف. لكن فروع معارضة تكتلت منذ 2003 ضمن «جبهة تحرير إقليم كابيندا-الجناح العسكري» رفضت الاتفاق وأكدت أنها ستواصل المقاومة. ويقدر فيليب هوغون وهو الاخصائي بالشؤون الإفريقية عدد القتلى بين 1975 و 2006 بحوالي 30 ألف قتيل. ويضاف أن «تاريخ كابيندا وتاريخ أنغولا مختلفين، وهناك في المطالبة بالاستقلال نوع من الشرعية التاريخية والقضائية، لكن الدافع الحقيقي هو النفط». وتستمد أنغولا 60 بالمائة من منتوجها النفطي من كابيندا، وهي ثروة لا يمكن لنظام جوزي إدواردو دوس سانتوس، الذي يرأس البلاد منذ 30 عاما، التخلي عنها. فبفضل كابيندا التي تلقّب بـ«الكويت الأفريقية»، صارت أنغولا من أهم مصدري النفط في القارة الإفريقية.

## مشكلة الإقليم
إقليم «كابيندا» ذو وضع جغرافي فريد لوجوده بالكامل داخل أراضي الكونغو ـ كينشاسا ما عدا الناحية الغربية حيث المحيط الأطلنطي وقد اتخذت الحكومة من إجراءات أمنية وعسكرية وعزلة الإقليم جغرافيا وسهولة دخول متمردين من أراضي الكونغو المجاورة والتي بدورها لا تسيطر حكومتها في كينشاسا عليها بسبب الحرب الأهلية التي تعاني منها البلاد منذ أكثر من 2002 وامتداد القبائل على جانبي الحدود ومسارعة أبناء كل قبيلة لمساعدة أولاد عمومتهم داخل كابيندا، كلها عوامل ساعدت على استمرار التمرد.